# Santuario de Poseidón (Ténaro)

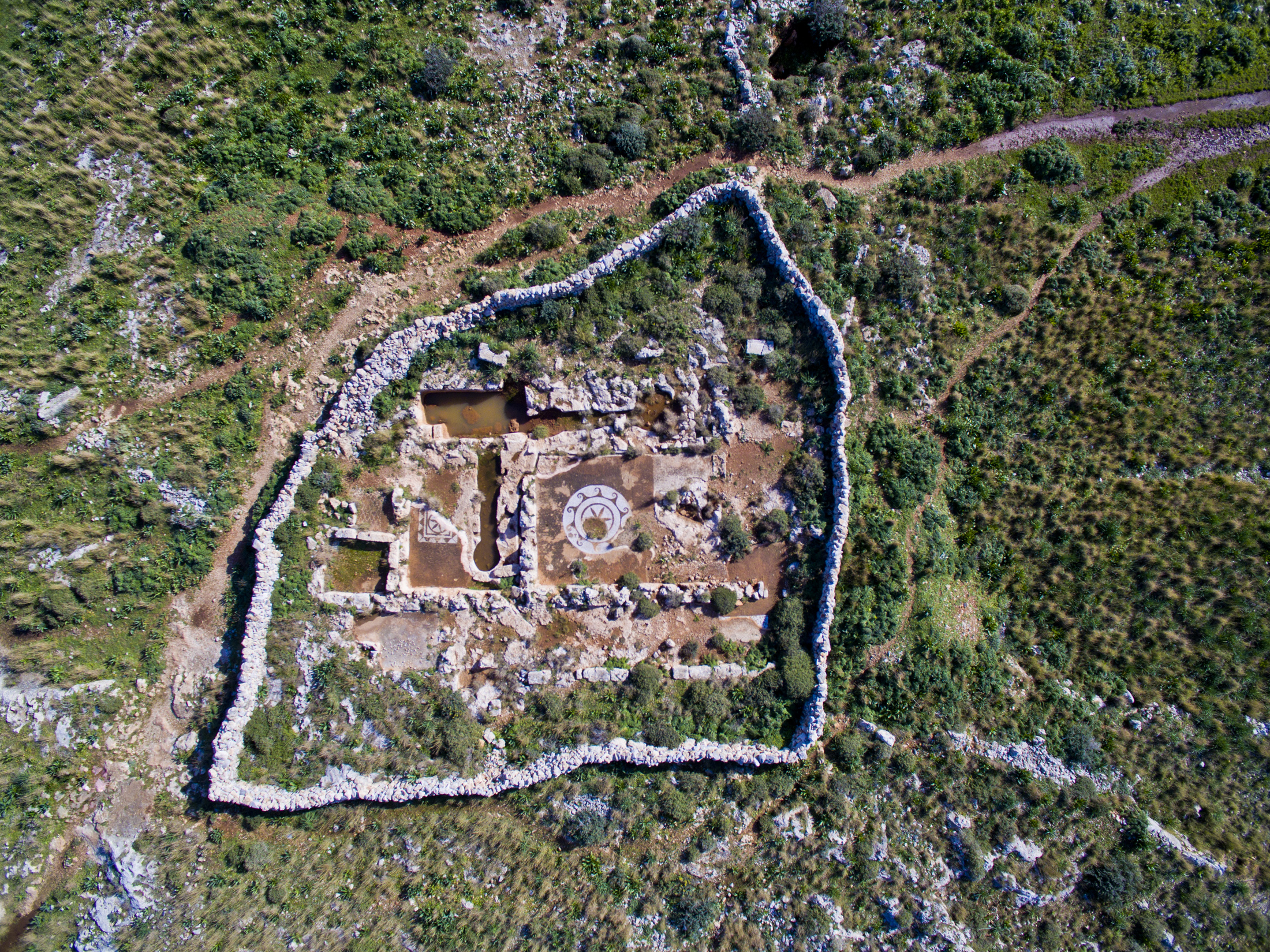
Vista del yacimiento arqueológico del santuario de Ténaro

El santuario de Poseidón en Ténaro se encuentra en el extremo de la península de Mani, el dedo medio de la península del Peloponeso. Estaba dedicado a Poseidón Asfaleo, que significa «Poseidón de la seguridad».
Estrabón describió el santuario como un bosquecillo sagrado con una cueva cercana. El geógrafo Pausanias escribió sobre una cueva como templo con una estatua de Poseidón en su entrada. En la antigüedad, se pensaba que la cueva era la entrada al Hades. Cuando Esparta fue devastada por un terremoto en el año 464 a. C., se dijo que la causa había sido la venganza de Poseidón contra los éforos espartanos después de que éstos hubieran matado a los ilotas que se habían refugiado en el santuario. Se cree que el santuario de Ténaro data al menos de una época en la que los ilotas aún eran independientes, antes de ser subyugados por Esparta.
El santuario pudo haber sido un lugar de refugio para los esclavos. Polibio lo menciona como uno de los santuarios de asilo destruidos por el etolio Timeo hacia el año 240 a. C., y Plutarco lo menciona entre los santuarios de asilo atacados por los piratas en el siglo I a. C. En Ténaro se han encontrado cuatro estelas que datan del siglo V y siglo IV a. C. y que registran la liberación de esclavos; los estudiosos creen que los trozos de estelas encontrados en la entrada norte de la cueva correspondían a estas estelas. Los estudiosos creen que las estelas y el papel histórico de Ténaro como base de reclutamiento de mercenarios estaban relacionados con el santuario de Poseidón. El nombre oficial del dios del santuario atestiguado por la literatura y las inscripciones es «Poseidón en Ténaro».